# Iwar Wiklander
Bengt Ivar Wiklander (født 30. maj 1939 i Göteborg) er en svensk skuespiller, der har optrådt i mere end 50 film. Han blev nomineret til en Guldbagge i 2017 for sin medvirken i Den hundredetårige der stak af fra regningen og forsvandt (2016).
Wiklander gik på Calle Flygare Teaterskola fra 1957 til 1960 og har været tilknyttet Stockholms stadsteater og Folkteatern i Göteborg. Han forlod Folkteatern i 1970 for at blive direktør for Riksteatern i Växjö. Denne post forlod Wiklander i 1973 for at vende tilbage til Folkteatern, som han var direktør for i to perioder.
Iwar Wiklander var gift med skuespillerinden Birgitta Ulfsson fra 2007 og frem til hendes død i 2017. I 2008 modtog han Litteris et Artibus.

## Udvalgt filmografi
- Åsa-Nisse och tjocka släkten (1963)
- Ann och Eve – de erotiska (1970)
- Bjerget på månens bagside (1983)
- Strindberg - et liv (tv-serie, 1985)
- Gösta Berlings saga (tv-serie, 1986)
- Bulan (1990)
- Bara du och jag (1994)
- Alfred (1995)
- Polisen och pyromanen (tv-serie, 1996)
- Hele herligheden (1998)
- Kommissarie Winter (tv-serie, 2001-2004)
- Suxxess (2002)
- Fire nuancer af brun (2004)
- Harrys døtre (2005)
- Höök (tv-serie, 2007)
- Sound of noise (2010)
- Fire år til (2010)
- Simon og egetræerne (2011)
- Fjällbacka-mordene - Tyskerungen (2013)
- Snabba cash - Livet deluxe (2013)
- Den hundredårige der kravlede ud ad vinduet og forsvandt (2013)
- Den hundredetårige der stak af fra regningen og forsvandt (2016)
- Den døende detektiv (tv-serie, 2018)
- Til solen står op (2021)
- Forsvundne mennesker (tv-serie, 2022)